# 杰倫·亞當斯 (1995年)
杰倫·R·亞當斯（英語：Jalen R. Adams，1995年12月11日—）為美國男子籃球運動員，生長於麻薩諸塞州羅克斯伯里，2014年6月在同樣來自羅克斯伯里的沙巴茲·奈皮爾離開康乃狄克大學並在NBA選秀上獲得球隊青睞以後，亞當斯決定承諾2015年進入康乃狄克大學就讀。
2023年12月31日，中国男子篮球职业联赛北京鸭宣布簽下亞當斯。2024年1月28日，北京鸭取消註冊亞當斯。

## 外部連結
- 杰倫·亞當斯在fiba.basketball（英语）
- 杰倫·亞當斯在NBA G聯盟官網（英语）
- 杰倫·亞當斯在中国男子篮球职业联赛官網
- 杰倫·亞當斯在Basketball-Reference.com（NBA）（英语）
- 杰倫·亞當斯在Basketball-Reference.com（NBA G聯盟）（英语）
- 杰倫·亞當斯在Basketball-Reference.com（國際）（英语）
- 杰倫·亞當斯在Sports-Reference.com（NCAA）（英语）
- 杰倫·亞當斯在Eurobasket.com（球員）（英语）
- 杰倫·亞當斯在Proballers（英语）
- 杰倫·亞當斯在RealGM（英语）
- 杰倫·亞當斯在中国篮球数据库